# مايكل جرندا
مايكل جرندا (بالإنجليزية: Michael Grenda) مواليد 24 أبريل 1962، هو دراج أسترالي سابق. سبق أن شارك في دورة الألعاب الأولمبية الصيفية وفاز بميدالية أولمبية.

## الميداليات
| الميدالية | المسابقة                       |
| --------- | ------------------------------ |
| ذهبية     | الألعاب الأولمبية الصيفية 1984 |

## روابط خارجية
- مايكل جرندا على موقع أرشيف الدراجات (الإنجليزية)
- مايكل جرندا على موقع إحصائيات الدراجات الإحترافية (الإنجليزية)
- مايكل جرندا على موقع CycleBase (الإنجليزية)
- مايكل جرندا على موقع أوليمبيديا (الإنجليزية)
- مايكل جرندا على موقع اللجنة الأولمبية الأسترالية (الإنجليزية)